# Іаков Воронківський

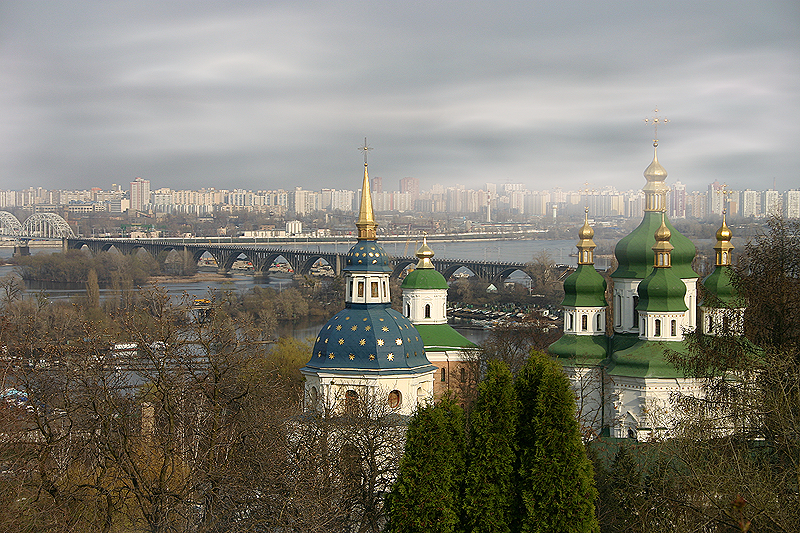
Видубицький монастир

Воронківський (чернече ім'я Іаков; *1726, Вороніж — †1774, Київ) — письменник, кафедральний писар, ігумен Київського Видубицького монастиря. Вихованець Києво-Могилянської академії.

## Біографія
Походив із родини священика сотенного містечка Вороніж, Ніжинського полку.
Закінчив повний курс Києво-Могилянської академії.
1754 прийняв чернечий постриг в Київському Софійському кафедральному монастирі.
Був регентом єпархіальної канцелярії, писарем Київської консисторії (його зауваження до Академічної інструкції 1762 зроблені вже в цьому званні). Згодом — кафедральний писар митрополита Київського, Галицького і всієї України А. Могилянського, з 1767 висвячений на ігумена Київського Видубицького монастиря. Саме Воронківський розпочав «Краткое описание» цього монастиря.
Професор С. Т. Голубєв назвав Воронківського «выдающимся любителем киевской и вообще западно-русской старины, недостаточно оцененным писателем XVIII в.».
Помер від сухот в 1774 році.